# Štědrá
Štědrá är en ort i Tjeckien.   Den ligger i regionen Karlovy Vary, i den västra delen av landet, 90 km väster om huvudstaden Prag. Štědrá ligger 582 meter över havet och antalet invånare är 551.
Terrängen runt Štědrá är platt åt nordost, men åt sydväst är den kuperad. Terrängen runt Štědrá sluttar österut. Runt Štědrá är det glesbefolkat, med 16 invånare per kvadratkilometer. Närmaste större samhälle är Žlutice, 5,1 km nordost om Štědrá. I omgivningarna runt Štědrá växer i huvudsak blandskog.